# Gbely
Gbely és una ciutat d'Eslovàquia. Es troba a la regió de Trnava.

## Història
La primera menció escrita de la vila es remunta al 1392.

## Demografia
| Godina             | 1994 | 2004   | 2014   | 2024   |
| ------------------ | ---- | ------ | ------ | ------ |
| Nombre de persones | 5275 | 5119   | 5183   | 4837   |
| Diferència         |      | −2,95% | +1,25% | −6,67% |

| Godina             | 2023 | 2024   |
| ------------------ | ---- | ------ |
| Nombre de persones | 4864 | 4837   |
| Diferència         |      | −0,55% |

## Ciutats agermanades
- Deutsch-Wagram, Àustria
- Židlochovice, República Txeca

1. 1 2  «Počet obyvateľov podľa pohlavia - obce (ročne) [om7101rr_obce=AREAS_SK]».   Statistical Office of the Slovak Republic, 31-03-2025. [Consulta: 31 març 2025].